# Bajt Sira
Bajt Sira (arab. ‏بيت سيرا‎; hebr. ‏בית סירא‎) – wieś położona w muhafazie Ramallah i Al-Bira w Autonomii Palestyńskiej.

## Położenie
Wioska jest położona na zboczach wzgórza na wysokości około 260 metrów n.p.m. w południowo-zachodniej części Samarii. Na zachód od wioski przebiega mur bezpieczeństwa stanowiący granicę oddzielającą terytorium Autonomii Palestyńskiej od Izraela.
W jej otoczeniu jest miasteczko gminne Bajt Likja, oraz wioski Saffa, Bajt Ur at-Tahta i Charbasa al-Misbah. Po stronie izraelskiej jest miasto Modi’in-Makkabbim-Re’ut.

## Historia
Na samym początku I wojny izraelsko-arabskiej w maju 1948 wioskę zajęły oddziały jordańskiego Legionu Arabskiego. W trakcie operacji Danny (10-18 lipca 1948) w obszarze tym doszło do ciężkich walk izraelsko-jordańskich. Po wojnie Bajt Sira weszła w skład terytorium okupowanych przez Transjordanię.
Podczas wojny sześciodniowej w 1967 wioskę zajęły wojska izraelskie. Bajt Sira znalazła się na okupowanym przez Izrael terytorium Zachodniego Brzegu Jordanu. Na mocy zawartego w 1993 Porozumienia z Oslo, rok później utworzono Autonomię Palestyńską. Wioska weszła w skład strefy „C”, w której cywilną administrację i sprawy bezpieczeństwa nadzorowały służby izraelskie.